# إشمي داغان الأول
إشمي داغان الأول هو ملك آشور من الأموريين تولى الحكم بعد والده شمشي أدد الأول، أسس عاصمة جديدة في مدينة شباط إنليل وألتي تقع في شمال شرق سوريا اليوم، تمكن من الاستقلال بآشور من سيطرة البابليين وألذين تمكنوا من السيطرة عليها أثناء حكم حمورابي، وتمكن من السيطرة على عدة مناطق مجاورة لآشور مثل ماري، خلفه في الحكم إبنه موت أشكور بينما حكم إبنه الآخر ياماش أداد مملكة ماري.